# Regius Professor of Materia Medica (Glasgow)
Der Stuhl des Regius Professor of Materia Medica wurde 1766 als Professur eingerichtet.
1831 erklärte Wilhelm IV. die Professur zur Regius Professur. Als der damalige Regius Professor of Practice of Medicine, Abraham Goldberg 1989 in den Ruhestand ging, wurde die Professur mit dieser verschmolzen und in Regius Professor of Medicine and Therapeutics umbenannt. Goldbergs Nachfolger auf dem Stuhl wurde der bisherige Professor für Materia Medica, John Low Reid.
Neben diesem Lehrstuhl existierte ab 1860 noch der Regius Professor of Materia Medica and Therapeutics an der University of Aberdeen.

## Professoren
| Name              | Daten                             | von  | bis  | Anmerkung |
| ----------------- | --------------------------------- | ---- | ---- | --- |
| Richard Millar    |                                   | 1831 | 1833 | |
| John Couper       |                                   | 1833 | 1855 | |
| John Easton       |                                   | 1855 | 1865 | |
| John Black Cowan  |                                   | 1865 | 1880 | Cowan war Sohn von Robert Cowan, dem ersten Regius Professor of Forensic Medicine. |
| Matthew Charteris |                                   | 1880 | 1897 | |
| Ralph Stockman    | M. D., L.L. D.                    | 1897 | 1937 | |
| Noah Morris       |                                   | 1937 | 1947 | |
| Stanley Alstead   | M.D., F.R.C.P., F.R.F.P.S         | 1948 | 1970 | |
| Abraham Goldberg  |                                   | 1970 | 1978 | Anschließend war Goldberg Regius Professor für Practice of Medicine, der 1989 in Regius Professor of Medicine and Therapeutics umbenannt und mit der Position des Regius Professor of Materia Medica verschmolzen wurde. |
| John Low Reid     | Esq., B.A., D.M., Ch.B., M.R.C.P. | 1978 | 1989 | anschließend Regius Professor of Medicine and Therapeutics. |